# عين القارصي
عين القارصي قرية تونسية تقع في ولاية سوسة، شمال غربي مدينة النفيضة.